# پادشاه یوکای
پادشاه یوکای (انگلیسی: The Yokai King)، یک فیلم اکشن فانتزی ژاپنی با بازی شین کویامادا است. این فیلم بر اساس موجودات ماوراء طبیعی به نام یوکای از فولکلور ژاپنی ساخته شده است. این فیلم عمدتاً به زبان انگلیسی در مکان‌های مختلف استان اوکیناوا در ژاپن فیلم‌برداری شده است.